# 원혜영
원혜영(元惠榮, 1951년 9월 27일 ~ )은 대한민국의 정치인이다. 재선 부천시장, 5선 국회의원을 역임했다.

## 생애
원혜영은 1951년 경기도 부천군 오정면에서 태어났으며, 국내에서 최초로 유기농법을 시작한 것으로 알려진 풀무원농장 창립자 원경선의 아들이다.
1971년 서울대학교 사범대학 역사교육과에 입학하여 같은 해에 교양과정부 학생회장을 지내기도 했으나, 군사정권을 비판하는 민주화운동에 참여하면서 여러 번 제적당하고 복역했다(1996년 졸업).
1981년 풀무원식품을 창업하여 1986년까지 경영을 하다가, 1987년 초 친구 남승우에게 사업을 넘기고 정치에 입문하였다.
1988년 한겨레민주당 창당에 참여하면서, 원혜영은 정책위의장 겸 대변인을 지냈다. 그러나 13대 총선에서 낙선하였고, 1992년 14대 총선에서 민주당의 공천을 받아 국회의원에 당선되었다.
1995년에 김대중의 주도로 새정치국민회의가 창당되었으나, 원혜영은 민주당에 잔류했다. 다음 해, 선거구가 부천시 중구 을에서 부천시 오정구로 조정된 15대 총선에서 통합민주당 후보로 출마하였으나 새정치국민회의 후보에게 390표차로 패배해 낙선했다. 이후 노무현·김원기 등과 함께 국민통합추진회의(통추)를 결성하여 활동하다가, 1997년 15대 대선을 앞두고 새정치국민회의에 입당했다.
원혜영은 1998년 대한민국 제2회 지방 선거에서 경기도 부천시장에 당선되었으며, 2002년에는 새천년민주당 후보로 출마하여 재선되었다.
이후 2003년 말에 열린우리당에 입당하고 부천시장직에서 사퇴한 후, 2004년 17대 총선에서 부천시 오정구에 출마하여 당선됐다. 2008년 18대 총선에서도 당선되었으며 2008년 5월부터 2009년 5월까지 민주당 원내대표를, 2011년 12월부터 2012년 1월까지 민주통합당 임시공동대표를 지냈다.
2012년 19대 총선과 2016년 20대 총선에서도 당선되었으며 5선 국회의원 경지에 올랐다.
2020년에 열리는 21대 총선에는 불출마했다.

## 학력
- 1964년 부천북국민학교 졸업
- 1967년 중동중학교 졸업
- 1970년 경복고등학교 졸업
- 1996년 서울대학교 사범대학 역사교육학 학사

## 상세 경력
| 기간                              | 내용 |
| --------------------------------- | --- |
| 1971년                            | 서울대학교 교양과정부 학생회장                                                                                     |
| 1971년 ~ 1974년                   | 육군 병장 만기제대                                                                                                 |
| 1981년 ~ 1986년                   | 풀무원식품 창업 및 경영                                                                                            |
| 1987년                            | 잡지 《역사비평》 발행                                                                                             |
| 1988년                            | 한겨레민주당 정책위원회 의장 겸 대변인                                                                             |
| 1992년 5월 30일 ~ 1996년 5월 29일 | 제14대 국회의원 (경기도 부천시 중구 을)                                                                            |
| 1992년 ~ 1994년                   | 국회 환경노동위원회 간사                                                                                           |
| 1995년                            | 민주당 원내총무 권한대행                                                                                           |
| 1996년 ~ 1997년                   | 국민통합추진회의 (통추) 대변인                                                                                     |
| 1998년 ~ 2003년                   | 민선 제2·3대 부천시장, 부천국제판타스틱영화제 조직위원장, 전국대도시시장협의회 회장, 정부혁신지방분권위원회 위원   |
| 2004년 5월 30일 ~ 2008년 5월 29일 | 제17대 국회의원 (경기도 부천시 오정구)                                                                             |
| 2004년 10월 ~ 2005년 1월          | 열린우리당 정책위원회 수석부의장                                                                                   |
| 2005년 1월 ~ 2006년 1월           | 열린우리당 정책위원회 의장                                                                                         |
| 2006년 4월 ~ 2008년               | 아시아태평양환경개발의원회의(APPCED) 집행위원장, 한국아동인구환경의원연맹(CPE) 회장                                |
| 2006년 7월 ~ 2007년 2월           | 열린우리당 사무총장                                                                                                |
| 2007년 2월 ~ 2008년               | 열린우리당 최고위원, 국회 예산결산특별위원회 위원장, 한국스페셜올림픽위원회 이사, 한양대학교·가톨릭대학교 겸임교수 |
| 2008년 5월 30일 ~ 2012년 5월 29일 | 제18대 국회의원 (경기도 부천시 오정구)                                                                             |
| 2008년 5월 ~ 2009년 5월           | 제1대 민주당 원내대표                                                                                              |
| 2011년                            | 민주당 전월세대책위원회·참좋은지방정부위원회 위원장, 국회 독도지킴이 공동대표                                      |
| 2011년 12월 ~ 2012년 1월          | 민주통합당 창당임시공동대표                                                                                        |
| 2012년 5월 30일 ~ 2016년 5월 29일 | 제19대 국회의원 (경기도 부천시 오정구)                                                                             |
| 2014년                            | 새정치민주연합 정치혁신실천위원장 겸 비대위원, 국회 남북관계 및 교류협력 발전 특별위원회 위원장                    |
| 2015년                            | 새정치민주연합 공천혁신추진단장                                                                                    |
| 2016년 5월 30일 ~ 2020년 5월 29일 | 제20대 국회의원 (경기도 부천시 오정구)                                                                             |
| 2016년 5월 ~ 2018년 5월           | 제20대 국회 전반기 외교통일위원회 위원                                                                             |
| 2016년 7월 ~ 2018년 5월           | 국회 윤리제도개선소위 위원장                                                                                       |
| 2016년 12월                       | 더불어민주당 인재영입위원장                                                                                        |
| 2017년 2월                        | 더불어민주당 인재영입위원회 공동위원장                                                                             |
| 2017년 8월 ~ 2017년 12월          | 제20대 국회 정치개혁특별위원회 위원장                                                                              |
| 2018년 7월                        | 제20대 국회 후반기 외교통일위원회 위원                                                                             |
| 2018년 9월                        | 더불어민주당 외교안보통일자문회의 의장                                                                             |
| 2018년 10월 ~ 2019년 8월          | 제20대 국회 후반기 정치개혁특별위원회 위원                                                                         |
| 2020년 1월                        | 더불어민주당 21대 총선 공천관리위원회 위원장                                                                       |
| 2023년 3월 ~ 2025년 4월           | 대한민국헌정회 부회장(인천)                                                                                        |
| 2023년 ~                          | 더불어민주당 일반고문                                                                                              |
| 2025년 3월 ~                      | 제3대 국회미래연구원 이사                                                                                          |

### 현재 직책
- 더불어민주당 일반고문
- 생활정치연구소 이사·혁신과 정의의 나라 포럼 대표
- 국회 퓨처라이프 포럼 공동대표
- 국회 기부문화 선진화 포럼 공동대표
- 국회 고도제한완화연구회 공동대표
- 만화를 사랑하는 국회의원 모임 공동대표
- 대한민국 특허 허브국가 추진위원회 공동대표
- 웰다잉 문화 조성을 위한 국회의원 모임 공동대표                                                                                                                                                                                                                                                                                               * 국회 정치개혁특별위원회 위원장
- 사단법인 대한노인회 고문
- 국회미래연구원 이사장

## 전과
- 집회및시위에관한법률위반, 대통령긴급조치9호위반: 징역 1년, 자격정지 1년 - 1976년 9월 2일 선고[3]

## 저서
- 원혜영 (2000). 《발상을 바꾸면 시민이 즐겁다》. 새로운사람들. ISBN 978-8981201678.
- 원혜영 (2002). 《아름다운 도시를 만드는 55가지 지혜》. 새로운사람들. ISBN 978-8981201975.
- 원혜영 (2010). 《아버지, 참 좋았다》. 비타베아타. ISBN 978-8996348511.
- 원혜영 (2013). 《원혜영의 진격하라》. 녹색시민. ISBN 979-1185298009.
- 원혜영 (2014). 《원혜영의 혁신하라》. 녹색시민. ISBN 979-1185298085.

### 공저
- 김원웅, 원혜영 외 (1997). 《의원님들 요즘 장사 잘돼요?》. 정음문화사. ISBN 978-8971580233.
- 생활정치연구소 (2012). 《민주정부 3.0 (2013 국정개혁전략)》. 선인. ISBN 978-8959335763.
- 민주당 경제민주화 모임 20인 의원 (2013). 《을을 위한 행진곡 1》. 비타베아타. ISBN 978-8994612683.

## 수상

### 개인
- 1995년 환경운동연합 녹색정치인상
- 1999년 21세기 여성포럼 선정 '여성운동과 함께하는 만나고 싶은 남자 99인'
- 2008년 제10회 국회 백봉신사상
- 2011년 《민주신문》 창립 17주년 기념 한국을 빛낸 21세기 한국인상 시상식 '대한민국을 빛낸 정치인'상
- 2011년 한국반부패정책학회 대한민국 반부패 청렴 대상
- 2012년 한국정부회계학회 감사장(복식부기회계제도 도입으로 정부재정 선진화 기여)
- 2013년 2월 제14회 국회 백봉신사상
- 2013년 12월 제15회 국회 백봉신사상
- 2014년 범시민사회단체연합 선정 '좋은 국회의원'
- 2014년 국정감사 NGO모니터단 국정감사 우수의원
- 2015년 대한변리사회 주관 제5회 지식재산대상 개인 부문
- 2016년 제12회 대한민국 의정대상

### 부천시장 재임시
- 1999년 대통령기관표창 국토공원화사업 전국최우수시
- 1999년 국무총리기관표창 여성정책종합평가 우수시
- 2002년 국무총리기관표창 자활사업추진 우수시

## 역대 선거 결과
|  | 5.54% |

|  | 52.48% |

|  | 30.11% |

|  | 54.31% |

|  | 55.01% |

|  | 60.06% |

|  | 56.01% |

|  | 53.45% |

|  | 44.79% |

## 소속 정당
| 소속 정당 | 소속 정당      | 소속 기간 | 비고                |
| --------- | -------------- | --------- | ------------------- |
|           | 한겨레민주당   | 1988~1991 | 창당 정계 입문      |
|           | 무소속         | 1991      | 정당 해산           |
|           | 민주당         | 1991~1995 | 입당                |
|           | 통합민주당     | 1995~1996 | 합당                |
|           | 무소속         | 1996      | 탈당                |
|           | 새정치국민회의 | 1996~2000 | 입당                |
|           | 새천년민주당   | 2000~2003 | 합당                |
|           | 무소속         | 2003      | 탈당                |
|           | 열린우리당     | 2003~2007 | 창당                |
|           | 대통합민주신당 | 2007~2008 | 합당                |
|           | 통합민주당     | 2008      | 합당                |
|           | 민주당         | 2008~2011 | 당명 변경           |
|           | 민주통합당     | 2011~2013 | 합당                |
|           | 민주당         | 2013~2014 | 당명 변경           |
|           | 새정치민주연합 | 2014~2015 | 합당                |
|           | 더불어민주당   | 2015~현재 | 당명 변경 정계 은퇴 |

## 같이 보기
- 부천시 중구 을
- 부천시 오정구 (선거구)
- 부천시의 국회의원
- 부천시 오정구의 국회의원
- 부천시장
- 풀무원